# Oostermeer

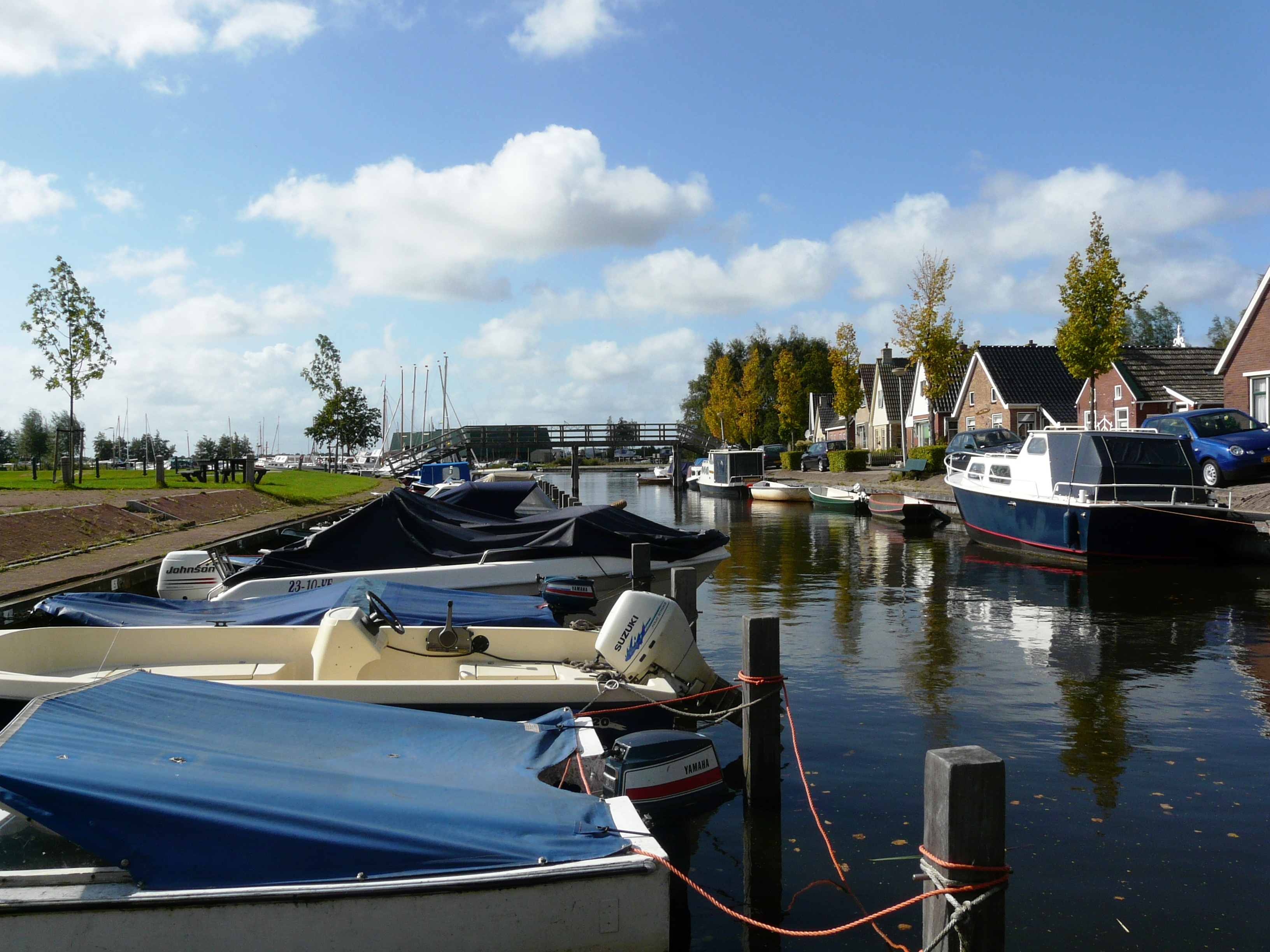
Oostermeer

Oostermeer (frisiska Eastermar) är en by i kommunen Tytsjerksteradiel i Friesland i norra Nederländerna. 2004 hade Oostermeer cirka 1 600 invånare.

## Personer från Oostermeer
- Marten Baersma, författare
- Doutzen Kroes, supermodell